# (3565) Ojima
(3565) Ojima est un astéroïde de la ceinture principale.

## Description
(3565) Ojima est un astéroïde de la ceinture principale. Il fut découvert le 22 décembre 1986 à Ojima par Tsuneo Niijima et Takeshi Urata. Il présente une orbite caractérisée par un demi-grand axe de 3,21 UA, une excentricité de 0,12 et une inclinaison de 7,3° par rapport à l'écliptique.

## Compléments